# Železniční viadukt v Nové Rudě
Železniční viadukt v Nové Rudě je součástí železniční trati č. 286 (Kladsko – Valbřich). Nachází se ve městě Nová Ruda v okrese Kladsko v Dolnoslezském vojvodství, 15 km východně od Broumova, na polském území.
Příhradový most byl vybudován v letech 1879 a 1880 nad potokem Woliborka jako jeden z nejvyšších v tehdejším Německu. Na rozdíl od celé řady viaduktů je ten novorudský vedený v oblouku a místní obyvatelé ho často nazývají také Černý most (polsky Czarny most). V nejvyšším místě se nachází železniční trať 36 m nad terénem. Původně byly na celkem čtyřech kamenných sloupech položeny dvě 148 m dlouhé příhradové ocelové konstrukce, nicméně v roce 1993 byla jedna z nich snesena, a to z důvodu snížení zatížení mostu (provoz na trati č. 286 nevyžaduje dvoukolejnou trať).